# 제암초등학교
제암초등학교는 대한민국 경기도 화성시에 있는 공립 초등학교이다.

## 학교 연혁
2003
[9.1]
학교 개교
초대 황치훈 교장 부임
5학급 편성
[10.6]
제암초  입고
[11.1]
9학급 편성
2004
[3.1]
11학급 편성
유치원 2학급 편성
[5.1]
12학급 편성
2005
[3.1]
15학급 편성
[9.1]
제2대 박대희 교장 부임
[11.1]
화성교육지원청 방과후 교실 연구학교 보고회
2006
[3.1]
18학급 편성